# Rosendo Pascual

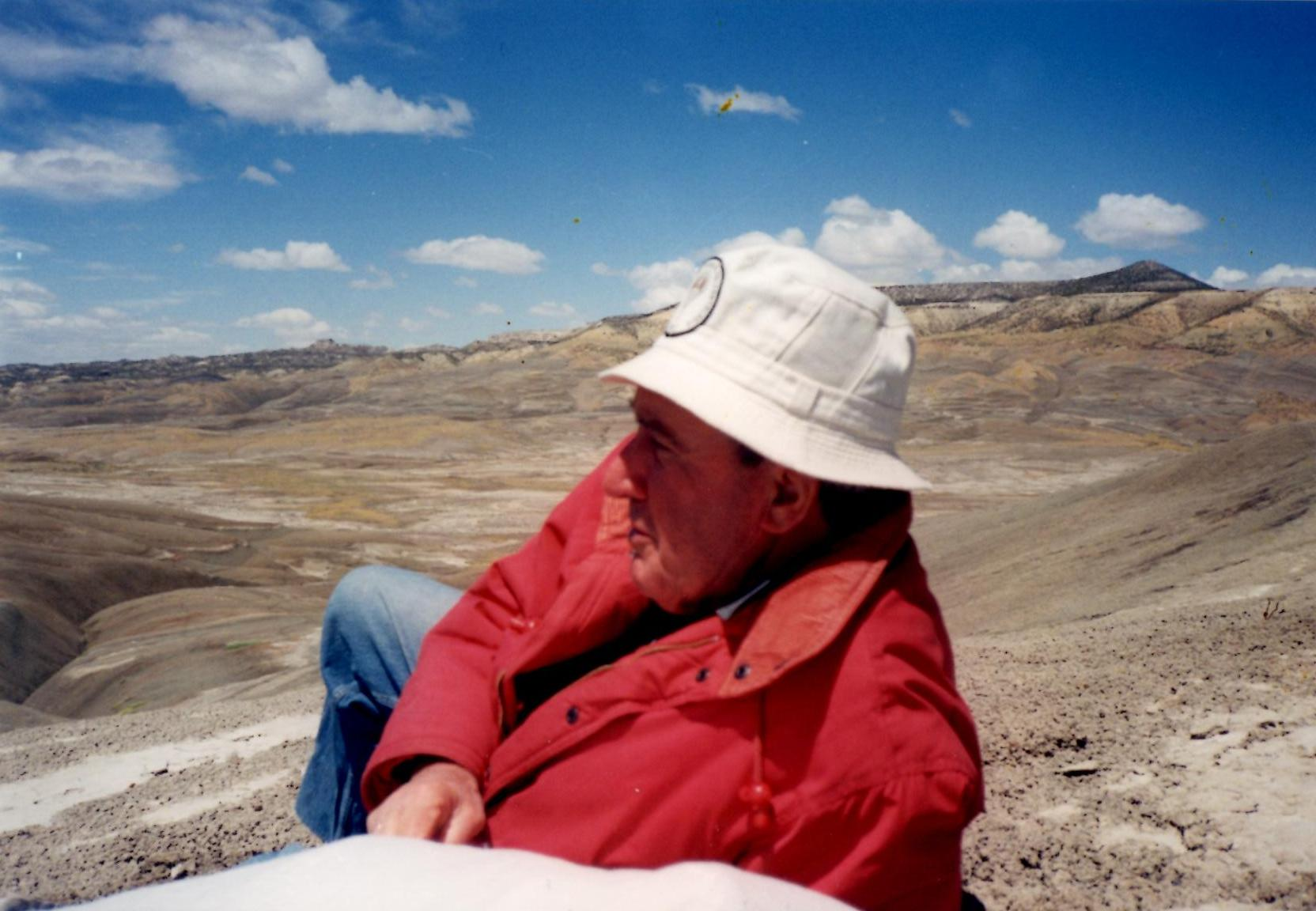
Rosendo Pascual in der La-Colonia-Formation (Kreidezeit), Provinz Chubut, Argentinien. Feldarbeit im Jahr 1996.

Rosendo Pascual (* 10. Juli 1925 in Godoy Cruz, Provinz Mendoza; † 23. Dezember 2012 in La Plata, Provinz Buenos Aires) war ein argentinischer Paläomammaloge, der sich vornehmlich den fossilen Säugetieren der Kreidezeit und des Känozoikums in Südamerika und der Antarktis widmete.

## Leben
Pascual studierte nach dem Abschluss der Nationalen Schule „Agustín Álvarez“ in Mendoza Geologie an der Universidad Nacional de La Plata (UNLP), wo er 1949 mit der Dissertation Observaciones geológicas en la Alta Cordillera de Mendoza, Departamento de Tunuyán, entre el Mesón de San Juan y el Río Palomares, al oeste del Alto Río Tunuyán über die Geologie des Hochgebirges von Mendoza im Departamento Tunuyán unter der Leitung von Enrique Fossa Mancini (Pionier der argentinischen Neotektonik) und Pablo Groeber zum Doktor in den Naturwissenschaften promoviert wurde. Anschließend verbrachte Pascual seine gesamte akademische und wissenschaftliche Karriere an dieser Institution. Im Jahr 1957 wurde er zum Professor für Wirbeltierpaläontologie an der Facultad de Ciencias Naturales y Museo der Universidad Nacional de La Plata (FCNyM-UNLP) und zum Leiter der Abteilung für Wirbeltierpaläontologie des La-Plata-Museums ernannt, eine Position, die er bis 2005 innehatte.
Zwischen 1963 und 1964 absolvierte Pascual seine Postdoc-Phase als Stipendiat der John Simon Guggenheim Foundation am Museum of Comparative Zoology der Harvard University, Massachusetts, unter der Leitung von Alfred Romer und George Gaylord Simpson, mit denen er sich anfreundete. Ihm verband auch eine enge Freundschaft mit dem US-amerikanischen Paläontologen Bryan Patterson, mit dem er seinen Ansatz zur Erforschung der tertiären Säugetiere Südamerikas fortsetzte.
Pascual hatte diverse Funktionen in wissenschaftlichen Vereinigungen, nationalen und internationalen Akademien sowie in Redaktionsausschüssen inne. Er organisierte akademische Veranstaltungen, besuchte Institutionen, bekleidete universitäre Ämter bei der UNLP und war Mitglied von Jurys sowie im Beratungsgremium der Comisión de Investigaciones Científicas (CIC). 1975 trat er als leitender Forscher in die wissenschaftliche Laufbahn des Consejo Nacional de Investigaciones Científicas y Técnicas (CONICET) ein. Unter der Präsidentschaft von Bernardo Alberto Houssay war er im Vorstand dieser Institution und jahrzehntelang in verschiedenen Bewertungsgremien tätig. 1990 ernannte ihn die Universidad Nacional de La Plata in Anerkennung seiner außergewöhnlichen Karriere als Akademiker und Wissenschaftler zum Professor Emeritus. Von 1961 bis 1964 war er Prodekan der Facultad de Ciencias Naturales y Museo und von 1983 bis 1987 Mitglied des Qualifikationsausschusses der Kommission für wissenschaftliche Forschung der Provinz Buenos Aires.
1955 gehörte Pascual zu den Gründungsmitgliedern der Asociación Paleontológica Argentina, deren Präsident er von 1961 bis 1964 sowie von 1973 bis 1976 war. 1957 war er Gründungsmitglied der Fachzeitschrift Ameghiniana. Durch seine Tätigkeit als Leiter der Abteilung für Wirbeltierpaläontologie (Departamento de Paleontología de Vertebrados (DPV)) wurden Tausende von fossilen Säugetierüberresten den Sammlungen des La-Plata-Museums hinzugefügt, von denen viele von großer wissenschaftlicher Bedeutung waren. 1982 wurde er Vollmitglied der Academia Nacional de Ciencias Exactas, Físicas y Naturales.
Pascuals Arbeit wurde mit zahlreichen Preisen ausgezeichnet, darunter den Premio Argentino de Paleontología im Jahr 1978, den Premios Konex im Jahr 1983, den Premios „Homero Manzi“ für Wissenschaft im Jahr 1993 sowie den Premio Pellegrino Strobel im Jahr 2009 Zudem ist er Träger paläontologischer und geologischer Verdienstpreise der Asociación Paleontológica Argentina bzw. der Asociación Geológica Argentina und erhielt weitere bedeutende Auszeichnungen im In- und Ausland. 1992 ernannte ihn Society of Vertebrate Paleontology zum Ehrenmitglied auf Lebenszeit.
Während seiner Forschung widmete sich Pascual der morphologischen Vielfalt kreidezeitlicher und känozoischer Säugetiere. Er studierte ihre ontogenetische, taxonomische und evolutionäre Bedeutung, wobei sein Hauptaugenmerk auf den primitiven Beuteltieren lag, die zu Beginn des Zeitalters der Säugetiere lebten. Er ist auch für die Erstellung einer Altersskala für fossile Säugetiere in Südamerika verantwortlich, wobei er die Aufzeichnungen aus Argentinien als Standard für Südamerika verwendete. 1992 beschrieb er in der Zeitschrift Nature das erste fossile Kloakentier Südamerikas und nannte es Monotrematum sudamericanum.
Pascual war ein Pionier bei der Etablierung des Studienfachs Wirbeltierpaläontologe an argentinischen Hochschulen, als er 1959 den ersten Studiengang in dieser Disziplin an der Universidad Nacional de La Plata einführte. Er ermutigte sowohl Geologen als auch Biologen, die Wirbeltierpaläontologie in einem dynamischen und interdisziplinären Rahmen zu studieren. Er unterrichtete auch einige der ersten argentinischen Wirbeltierpaläontologinnen, darunter Ana María Báez und Zulma Brandoni de Gasparini, in der Feldforschung. Zudem war er Mentor verschiedener Wissenschaftler und Wissenschaftlerinnen, die sich in der Paläontologie einen Namen gemacht haben, darunter Eduardo Tonni, María Guiomar Vucetich, Gustavo Scillato-Yane, Alberto Luis Cione, Edgardo Ortiz Jaureguizar, Mariano Bond, Marcelo Reguero, Alfredo Carlini, Francisco Goin, María Teresa Dozo, Claudia Tambussi und S. M. Pereira
Am La-Plata-Museum gründete er die bedeutendste Forschungsgruppe für Wirbeltierpaläontologie in Lateinamerika und eine der größten und produktivsten Paläontologengruppen der Welt. Er leitete zahlreiche paläontologische Expeditionen in Patagonien und Nordwestargentinien und er war der weltweit erste Paläomammaloge, der in der Antarktis arbeitete.
Pascuals Bibliografie umfasst rund 170 wissenschaftliche Veröffentlichungen. Er nahm aktiv an nationalen und internationalen Kongressen teil und arbeitete mit Wissenschaftlern aus renommierten akademischen Einrichtungen in der ganzen Welt zusammen.
Rosendo Pascual war mit Nelly Martella verheiratet, mit der er zwei Töchter und einen früh verstorbenen Sohn hatte. In seinen letzten Lebensjahren verband ihn eine enge Freundschaft mit der bekannten Anthropologin Rita Ceballos.

## Dedikationsnamen
1967 beschrieb George Gaylord Sympson das Taxon Eomorphippus pascuali aus der Ordnung Notoungulata. 2018 führten André R. Wyss, John J. Flynn und Darin A. Croft dafür die Gattung Rosendo ein. 1995 benannte der argentinische Säugetierkundler und Kammrattenexperte Julio Rafael Contreras die Pascual-Kammratte (Ctenomys rosendopascuali) zu Ehren von Rosendo Pascual.

## Erstbeschreibungen von Rosendo Pascual
- Ocnerotherium Pascual, 1954
- Entelops parodii Pascual, 1960
- Procardiomys Pascual, 1961
- Allocavia Pascual, 1962
- Borhyaenidium Pascual & Bocchino, 1963
- Xenocardia Pascual & Bondesio, 1963
- Oxybunotherium praecursor Pascual, 1965
- Phtoramys hidalguense Pascual, Pisano & Ortega, 1965
- Acarechimys minutus Patterson & Pascual, 1967
- Cercomys primitiva Pascual, 1967
- Chasicomys Pascual, 1967
- Chasichimys Pascual, 1967
- Metacaremys primitiva (Pascual, 1967)
- Pattersomys scagliai (Pascual, 1967)
- Cardiatherium chasicoense Pascual & Bondesio, 1968
- Cardiatherium dubium Pascual & Bondesio, 1968
- Paradelphomys Patterson & Pascual, 1968
- Procardiatherium chasicoense Pascual & Bondesio, 1968
- Xylechimys Patterson & Pascual, 1968
- Pichipilus centinelus Marshall & Pascual, 1977
- Simpsonotus Pascual, Vucetich & Fernandez, 1978
- Bonapartherium Pascual, 1980
- Prepidolops Pascual, 1980
- Reigia Pascual, 1983
- Sudamerica Scillato-Yané & Pascual, 1984
- Patagonia Pascual & Carlini, 1987
- Monotrematum Pascual, Archer, Ortiz Jaureguizar, Prado, Godthelp & Hand, 1992
- Palangania Goin, Candela, Bond, Pascual & Escribano, 1998
- Cocatherium Goin, Pascual, Tejedor, Gelfo, Woodburne, Case, Reguero, Bond, Lopez, Cione, Udrizar Sauthier, Balarino, Scasso, Medina & Ubaldon, 2006
- Anargyrolagus Carlini, Pascual & Goin, 2007
- Argentodites Kielan-Jaworowska, Ortiz-Jaureguizar, Vieytes, Pascual & Goin, 2007